# Nicolau (conde)
Nicolau (em grego medieval: Νικόλαος; romaniz.: Nikólaos; em búlgaro: Никола; romaniz.: Nikola) foi um nobre búlgaro de origem armênia do século X.

## Vida
Nicolau era um armênio esposo da também armênia Ripsima (em grego medieval: Ῥιψίμη; em búlgaro: Рипсимия; romaniz.: Ripsimija; Hripsime) com quem teve quatro filhos, referidos como cometópulos (filhos do conde): o czar Samuel (r. 996–1014), Moisés, Aarão e Davi. Nada se sabe sobre sua vida, exceto seu parentesco, mas é possível que fosse originário da região armênia de Derdzhan. Para João Escilitzes, Nicolau era um dos condes mais influentes da Bulgária. Ele pode ter sido senhor de Sérdica (Sredets) ou conde local na região da moderna República da Macedônia.
Em 992/993, Samuel lembrou de seus pais, bem como seu irmão Davi, numa inscrição eslava encontrada em túmulo encontrada perto de Prespa; provavelmente era o túmulo das pessoas mencionadas no epitáfio.